# Klas Linroth
Klas Mauritz Linroth, född 20 juni 1848 i Västsjö i Övre Ulleruds socken, Värmlands län, död den 13 december 1926 i Danderyds församling, Stockholms län, var en svensk läkare, professor och ämbetsman.

## Biografi
Klas Linroth föddes i Övre Ullerud i en adlig familj, som son till flottningschefen och brukspatronen Claes Carl Axel Linroth och brukspatrondottern Laura Elvira Dahlgren. Bland förfäderna fanns en rad personer som varit verksamma inom bruksindustrin. Farfadern Carl Linroth ägde Alkvetterns bruk, och skrev sig till Värmlands Säby efter sitt ingångna äktenskap med Brita Åkerhielm af Margrethelund.
Linroth blev 1868 student vid Uppsala universitet medicine kandidat där 1872, medicine licentiat vid Karolinska institutet 1876 och medicine doktor i Uppsala 1879, sedan han utgivit en avhandlingen om Blodkärlssvulsterna och deras behandling. Under sin studietid och några år därefter verkade Linroth som militärläkare, men ägnade sig snart åt den allmänna hälsovården. För att studera hygien besökte Linroth 1880–81 de flesta av Europas kulturländer samt vistades sex månader hos Pettenkofer i München, på vilkens laboratorium han utförde en undersökning Über das Verhalten des Wassers in unseren Kleidern (i "Zeitschrift für Biologie", 1881).
Efter hemkomsten (1881) förordnades Linroth sundhetsinspektör i Stockholm och utnämndes 1882 till förste stadsläkare där. I denna egenskap tog Linroth en mycket verksam del i de många byggnadsföretag, som Stockholms kommun under hans tid lät utföra i sjukvårdens intresse; planerna för ombyggandet av Maria sjukhus (1885–1886) och av Stockholms stads och läns kurhus (1889–1890) liksom för det Nya epidemisjukhuset i Stockholm (1890–1893) var hans verk. På Linroths initiativ inrättades (1882) hälsovårdsnämndens laboratorium, infördes den animala vaccinationen (1884), upprättades tre desinfektionsanstalter (1883, 1892, 1893) och förbättrades ventilationsförhållandena i Stockholms folkskolehus. Därjämte medverkade Linroth vid revisionen av dödsorsaksstatistiken samt vid arbetet för tuberkulosens bekämpande m.m. År 1898 utnämndes Linroth, som 1891 tilldelats professors värdighet, till generaldirektör och ordförande i Medicinalstyrelsen, en befattning han behöll till 1913. Han valdes in som ledamot av Kungliga Vetenskapsakademien 1905. Åren 1914–1920 var han vice ordförande i Serafimerlasarettets direktion.
Bland Linroths många skrifter märks Om folksjukdomars uppkomst och utbredning (i "Bibliotek för helsovård", band 5, 1884), Influensan i epidemiologiskt hänseende (i "Svenska läkaresällskapets handlingar", 1890), Stockholms hälso- och sjukvård (i "Stockholm, Sveriges hufvudstad", 1897). Därjämte redigerade Linroth från 1881, så länge han kvarstod som förste stadsläkare, Berättelse till kungliga Medicinalstyrelsen om allmänna hälsotillståndet i Stockholm och utgav som bihang till densamma Renhållningsväsendet i städer, reseberättelse (1882), Om ordnandet af epidemisjukvården i Stockholm (1884), Dödsorsakerna och dödligheten i Stockholm 1871–1890 (1891).